# Villeneuve-du-Latou

Villeneuve-du-Latou este o comună în departamentul Ariège din sudul Franței. În 1 ianuarie 2022 avea o populație de 154 de locuitori.